# Hanson

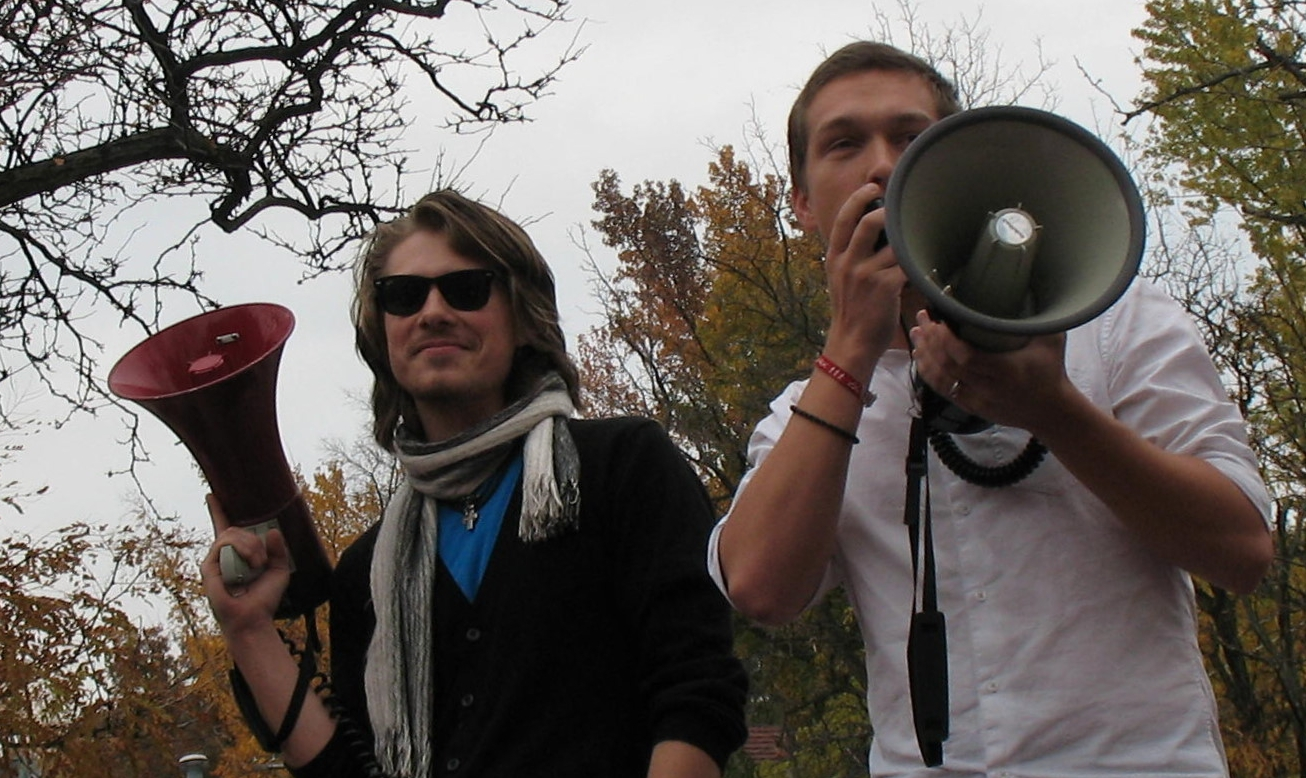
Taylor a Isaac Hanson

Hanson je americká pop-rocková skupina založená v Tulse v Oklahomě bratry Isaacem, Taylorem a Zacem Hansonovými. Jsou známi především díky svému hitu MMMBop (1997) z jejich debutového alba Middle of Nowhere, který jim vynesl tři nominace na cenu Grammy. Kvůli konfliktu s producenty opustili nahrávací společnost a založili svou vlastní, 3CG Records.

## Diskografie

### Studiová alba
- Boomerang (1995, vydáno nezávisle)
- MMMBop (1996, vydáno nezávisle)
- Middle of Nowhere (1997)
- This Time Around (2000)
- Underneath (2004)
- The Walk (2007)
- Shout It Out (2010)
- Anthem (2013)
- Finally It's Christmas (2017)
- String Theory (2018)
- Against the World (2021)
- Red Green Blue (2022)

### Live alba a kompilace
- Snowed In (1997, vánoční album)
- 3 Car Garage (1998)
- Live from Albertane (1998)
- Underneath Acoustic live (2003) K dispozici pouze přes oficiální stránku.
- Christmas Collection: 20th Century Masters (2004)
- The Best of Hanson: Live & Electric (2005)
- Hanson: Mmmbop The Collection (2005)
- 20th Century Masters – The Millennium Collection: The Best of Hanson (2006)
- Middle of Nowhere Acoustic (2007) K dispozici pouze přes oficiální stránku.